# Matsudaira Ienobu
Matsudaira Ienobu (松平 家信?; 1565 – 27 febbraio 1638), conosciuto anche come Matsudaira Ietomi (松平家副?), è stato un samurai e successivamente daimyō giapponese del periodo Sengoku e inizio di quello Edo, il quale servì il clan Tokugawa.

## Biografia
Era figlio di Matsudaira Ietada e divenne il sesto capo del clan Katahara-Matsudaira. Fin da bambino servì Tokugawa Ieyasu prendendo parte alle principali campagne del clan Tokugawa. Fu in azione contro il clan Takeda nel 1582 e divenne capo della famiglia nello stesso anno, dopo la morte di suo padre. Nel 1584, sotto il comando di Sakai Tadatsugu, Ienobu combatté nella battaglia di Komaki e Nagakute prendendo la testa del generale nemico Noro Magoichirō.
Dopo l'assedio di Odawara (1590), Ienobu seguì Ieyasu durante il trasferimento di quest'ultimo nella regione di Kantō e ricevette il feudo di Goi, che valeva 5.000 koku. Più tardi tornò al suo vecchio feudo di Katahara, poi trasferito a Takatsuki (Settsu, 25.000 koku) nel 1619, e poi a Sakura (Shimōsa) nel 1635. Con il passaggio a Sakura, il suo reddito salì a 35.000 koku.
Ienobu morì all'inizio del 1638, all'età di 74 anni; fu sepolto nel tempio Kōchū-ji in quello che ora è Sakura, Chiba. Fu succeduto dal figlio Yasunobu.